# Asphodeline turcica
Asphodeline turcica är en grästrädsväxtart som beskrevs av Tuzlaci. Asphodeline turcica ingår i släktet junkerliljor, och familjen grästrädsväxter. Inga underarter finns listade i Catalogue of Life.